# Lietuvos nacionalinis radijas ir televizija
 (décembre 2020).
Si vous disposez d'ouvrages ou d'articles de référence ou si vous connaissez des sites web de qualité traitant du thème abordé ici, merci de compléter l'article en donnant les références utiles à sa vérifiabilité et en les liant à la section « Notes et références ».
Pour les articles homonymes, voir LRT.
Lietuvos nacionalinis radijas ir televizija en français : « Radio-télévision nationale lituanienne », abrégé en LRT, est l'entreprise de radio-télévision publique lituanienne. Fondée en juin 1957 sous le nom de Comité de la radio-télévision (Radijo ir televizijos komitetas), elle s'émancipe de la tutelle soviétique au moment de la proclamation d'indépendance de la république, le 11 mars 1990. 
Le 1er janvier 1993, elle devient membre actif de l'union européenne de radio-télévision.

## Histoire
Les premières émissions régulières de la radio nationale lituanienne débutent le 12 juin 1926 et sont retransmises depuis Kaunas, alors capitale de la république (Vilnius étant alors située en Pologne). La station change de main plusieurs fois au cours de la Seconde Guerre mondiale, passant sous contrôle soviétique en 1940, allemand de 1941 à 1944, avant d'être de nouveau administrée par les soviétiques après l'annexion de la république en 1944.
La télévision nationale voit le jour quelques années plus tard, le 30 avril 1957. Placée sous l'autorité d'un comité de la radio-télévision lituanienne, elle constitue une branche de la radio-télévision soviétique. Les programmes qui en émanent (radio et télévision) demeurent les seuls à pouvoir être légalement suivis sur le territoire national jusqu'à la proclamation d'indépendance de la république, le 11 mars 1990.
L'entreprise troque son ancienne dénomination contre son nom actuel quelques semaines plus tard. Ses statuts sont modifiés, en faisant une institution théoriquement indépendante du gouvernement. La deuxième chaîne de télévision lituanienne (LRT 2) voit le jour en 2003, année marquée également par la naissance de la station de radio LR Klasika, un canal consacré à la musique classique.
Le 23 septembre 2007, la radio-télévision lituanienne lance une chaîne satellitaire à destination de la diaspora, LTV World. Quelques semaines plus tard, l'entreprise entame une campagne visant à numériser l'ensemble des archives de la télévision et de la radio.
Le financement de la LRT provient essentiellement de la collecte d'une redevance audiovisuelle, de fonds gouvernementaux et des recettes publicitaires.

## Activités
Basée à Vilnius, la capitale du pays, elle opère trois chaînes de télévision (LRT Televizija, LRT Kultūra et LRT Lituanica) et trois programmes de radio (LRT Radijas, LRT Klasika et LRT Opus).